# Шугарово (деревня)
Шугарово — деревня в Ступинском районе Московской области в составе Городского поселения Малино (до 2006 года — входила в Дубневский сельский округ). На 2016 год в Шугарово 4 улицы. Впервые в исторических документах Шугаровская пустошь упоминается во второй половине XV века, в 1577 году — уже как деревня.

## Население
| 2002 | 2006 | 2010 |
| ---- | ---- | ---- |
| 47   | ↘26  | ↘21  |

Шугарово расположено в центральной части района, на правом берегу реки Каширка, высота центра деревни над уровнем моря — 165 м. Ближайшие населённые пункты, примерно, в полукилометре: Сафроново — на северо-восток и Останково — на север.